# بيوك ليندن
بيوك ليندن (بالإنجليزية: Puke Lenden)‏ مواليد 4 يناير 1980 في نيوزيلندا، هو لاعب كرة سلة نيوزلندي. بدأ مسيرته الاحترافية في سنة 1998. لعب مع ساوثلاند شاركز وسوبر سيتي رينجرز.